# 内藤勝人
内藤 勝人（ないとう かつと、1942年12月8日 - 2019年12月8日）は、元NHKアナウンサー。

## 経歴
詳細は基礎情報を参照。東京都立九段高等学校を経て東京大学卒業後入局。入局後は初任地以外は主に大相撲開催地での勤務が多かった。1976年頃よりテレビの幕内実況を担当するようになった。また、年齢が非常に近かった山田康夫アナが1990年に急逝して以降は、ベテランアナウンサーが相次いで引退したり、実況機会が減少したことに伴い、大相撲の看板アナウンサーの一人となる。特に1990年から2002年九州場所にかけては、石橋省三アナや藤井康生アナ、緒方喜治アナらと共に、初日や中日、千秋楽をほぼ全ての場所で担当していた。
現役時代はスポーツアナウンサーとして活躍したが、特に大相撲担当として親しまれた。高校野球の実況では、箕島対星稜延長18回の試合を務めた（解説は篠原一豊）。
2002年の定年退職後も引き続き嘱託職として2005年の九州場所まで担当していた。高齢者となってからの2008年には、教育テレビ『ピタゴラスイッチ』でコーナーナレーターとして活動していた。
2019年12月8日、77歳の誕生日に死去。

## 最終的な担当番組
※いずれも「シニアスタッフ」としての活動。
- 大相撲・幕内の全取組 案内役（不定期）
- ピタゴラスイッチ「5秒でわかる」「きょうのスレスレ」ナレーター

## 過去の担当番組
- 大相撲中継
- その他各種スポーツ中継